# Lambertov kosinusni zakon
Lambertov kosinusni zakon, poznat i kao Lambertov zakon, su zapravo dva zakona istog naziva za rasvjetu: 
- Jakost rasvjete neke površine razmjerna (proporcionalna) je kosinusu kuta što ga upadne zrake čine s okomicom na danu površinu:

{\displaystyle E=E_{0}\cdot \cos \phi }
gdje je: E0 - osvjetljenje plohe okomite na zrake svjetlosti, a φ - upadni kut zraka svjetlosti u odnosu na okomicu. 
- Sjaj dijelova površine savršeno difuznog izvora razmjeran (proporcionalan) je kosinusu kuta što ga emitirane zrake čine s okomicom na dani dio površine. Iz toga slijedi da će difuzni izvor koji zadovoljava Lambertov zakon izgledati jednako sjajan, bez obzira iz kojega se smjera promatra.[1]

## Lambertovi zakoni o jakosti rasvjete
Zamislimo točkasti izvor svjetlosti koji emitira svjetlosni tok Φ jednakomjerno u svim pravcima i oko njega dvije kuglaste plohe polumjera r1 i r2. Jakost rasvjete na tim plohama jest:
{\displaystyle E_{1}={\frac {\Phi _{s}}{4\cdot \pi \cdot r_{1}^{2}}}\ }
{\displaystyle E_{2}={\frac {\Phi _{s}}{4\cdot \pi \cdot r_{2}^{2}}}\ }
Odatle proizlazi:
{\displaystyle {\frac {E_{1}}{E_{2}}}={\frac {r_{2}^{2}}{r_{1}^{2}}}}
1. Lambertov zakon glasi: Pri točkastom izvoru svjetlosti jakosti rasvjete površina su obrnuto proporcionalne s kvadratom njihovih udaljenosti od izvora svjetlosti.
Jakost rasvjete ovisna je također o kutu pod kojim padaju zrake svjetlosti na plohu. Jakost rasvjete na plohu okomito na smjer zraka jest:
{\displaystyle E_{0}={\frac {\theta }{P\cdot \cos \phi }}}
a jakost rasvjete na kosu plohu je:
{\displaystyle E={\frac {\theta }{P}}}
pa je:
{\displaystyle E=E_{0}\cdot \cos \phi }
2. Lambertov zakon glasi: Jakost rasvjete neke plohe upravno je razmjerna s kosinusom upadnog kuta svjetlećih zraka.
Kako je jakost rasvjete na okruglu plohu:
{\displaystyle E_{0}={\frac {\theta }{4\cdot \pi \cdot r^{2}}}}
a
{\displaystyle \theta =4\cdot \pi \cdot I_{s}}
to je:
{\displaystyle E_{0}={\frac {4\cdot \pi \cdot I_{s}}{4\cdot \pi \cdot r^{2}}}={\frac {I_{s}}{r^{2}}}}
Taj izraz vrijedi za svaku plohu na koju svjetlosne zrake padaju okomito. Padaju li zrake pod nekim kutom φ onda je jakost rasvjete:
{\displaystyle E={\frac {I_{s}}{r^{2}\cdot \cos \phi }}}
a izražava se u luksima. Jakost rasvjete je vrlo važna i ona mora odgovarati radu koji se u dotičnoj prostoriji vrši. Tako je na primjer za čitanje potrebno 50 lx, a za finomehaničke radove i za crtanje od 100 do 150 lx.